# Корольов (голям десантен кораб, 1990)
Корольов е голям десантен кораб от проекта 775 (775/III). На въоръжение в Балтийския флот на Русия, влиза в състава на 71-ва бригада десантни кораби (71 БрДК) 12-а дивизия надводни кораби (12 ДНК). Построен е в Полша от корабостроителницата „Сточня Полноцна Бохатерув Вестерпляте“ в Гданск под заводския номер 775/28.

## История на строителството
Големият десантен кораб „БДК-61“ е заложен на 12 февруари 1990 г. в корабостроителницата Stocznia Północna в гр. Гданск Полската република. На 16 ноември 1990 г. кораба е спуснат на вода.
На 5 януари 1992 г., със заповед на Главнокомандващия ВМФ на кораба е вдигнат Военноморския флаг. Този ден е обявен за рожден ден на кораба.
С пристигането си в главната база на Балтийския флот – гр. Балтийск, кораба е зачислен в състава на 71-ва бригада десантни кораби на Балтийския флот. След успешното изпълнение на всички курсови задачи е въведен в строя на корабите от първа линия в постоянна готовност.

## Служба
От 23 март 1992 г. до 19 септември 1994 г. кораба изпълнява специални задачи по извеждане на руските войски от страните на Прибалтика и Полша.
За високи достижения в бойната подготовка кораба е удостояван на правото да приема участие в парадите на Нева в чест на Деня на ВМФ през 1994 и 1995 г.
През 1995 г. кораба представлява в Нидерландия Русия на международния морски парад на страните от антихитлеровската коалиция в чест на 50-летието от победата над фашистите във Втората световна война. Участва в Параде на Победата през 2015 г.
В състава на съединение десантни кораби БДК-61 пет години подред, от 1995 до 1999 г., завоюва наградата на ГК ВМФ по десантна подготовка. Според резултатите за 1992 – 1999 г., осем години подред, кораба е обявяван за най-добър по бойна подготовка и воинска дисциплина в 71 бригада десантни кораби на Балтийския флот. През 1997 г. за успехи в бойната подготовка кораба е награден с ценен подарък от Министъра на отбраната на РФ. На 28 декември 1999 г., със заповед на ГК на ВМФ № 036, на БДК-61 е присвоено името „Корольов“. Кораба официално става побратим на града Корольов (Московска област).
През май 2015 г. „Корольов“ се насочва в далечен поход в Средиземно море. На 18 януари 2016 г. кораба изминава над 30 хил. мили и излиза през пролива Ла Манш в Северно море. Връщането в Балтийск е планирано за третата декада на януари 2016 г.

## Тактико-технически характеристики
- Дължина – 112,5 метра
- Ширина – 15 метра (14,9 м)
- Газене – 3,7 метра
- Водоизместимост – 4080 тона (пълна)
- Скорост на хода – 18 възела
- Автономност – 30 денонощия
- Далечина на плаване – 6000 морски мили (при 12 възела скорост)
  - 6100 морски мили (при 15 възела)
- Мореходност – неограничена
- Главен двигател – 2 × дизела
  - Мощност – 2 × 9600 к.с. (обща – 19200 к.с.)
- Винт – 2 ВФШ
- Дизел-генератори – 3
  - Мощност – 3 × 800 кВт

### Въоръжение
- Две 122-мм корабни пускови установки за РСЗО А-215 „Град-М“
- Два 30-мм зенитни артилерийски комплекса АК-630М
- Един 76-мм универсален артилерийски комплекс АК-176
- Две 45-мм универсални оръдия 21-КМ
- ПЗРК „Игла“ (32 ракети)
- Шест противодиверсионни гранатомета
- До сто морски мини с различна класификация

### Радиоелектронно въоръжение
- РЛСО НЦ и ВЦ МР-302 „Рубка“
- СУО МР-103 „Барс“
- СУО УПС-73 „Гроза“
- Две установки КЛ-101 на корабния комплекс за РЕП за поставяне на пасивни смущения ПК-16
- Комплекс за поставяне на димни завеси
- Станция за контрол на въздушната и надводната обстановки
- Четири навигационни станции

## Десантни възможности
- Усилена десантно-щурмова рота на морската пехота (до 225 души)
- До 13 средни танка
- До 500 тона различна техника и товари

### Екипаж
Екипажа съставлява 100 души, от тях:
- офицери – 12 души
- мичмани – 12 души
- старшини и матроси – 74 души